# Cynomys leucurus
El perrito de la pradera de cola blanca (Cynomys leucurus) es una especie de roedor esciuromorfo de la familia Sciuridae que habita en el oeste de Wyoming, Colorado, en pequeñas regiones en el este de Utah y en el sur de Montana.  Las poblaciones más grandes se encuentran en Wyoming. Este perrito de la pradera vive entre los 1500 y los 3000 m de altura, una altura mucho mayor que la del resto de perritos de la pradera. Sus principales predadores son los hurones de pies negros y las águilas reales. 

## Descripción
El perrito de la pradera de cola blanca es de un color café claro, con grandes ojos negros y manchas negras en las mejillas.